# Cycas aculeata
Cycas aculeata K.D.Hill & H.T.Nguyen, 2004  è una pianta appartenente alla famiglia delle Cycadaceae, endemica  del Vietnam.